# Klein-Brakrivier

De Klein-Brakrivier is een rivier in de West-Kaap van Zuid-Afrika die uiteindelijk in de Indische Oceaan uitmondt. De rivier wordt onder andere door de Moordkuilriver gevoed.